# Steinpöllnitz
Steinpöllnitz ist zur Stadt Triptis im Saale-Orla-Kreis in Thüringen gehörender Weiler.

## Geografie
Am nordöstlichen Stadtrand von Triptis nördlich der Geraer Straße und zwischen der Bahnstrecke Saalfeld-Gera mit Bahnübergang nach Buchpöllnitz befindet sich Steinpöllnitz.

## Geschichte
1823 erfolgte die urkundliche Ersterwähnung von Steinpöllnitz.
Nach der politischen Wende wurde in Steinpöllnitz das Gewerbegebiet I Triptis eingerichtet.